# Четтапхан Максампхан
Четтапхан Максампхан (тай. นายเชษฐพันธ์ มากสัมพันธ์; англ. Chettaphan Maksamphan) — таїландський дипломат. Надзвичайний і Повноважний Посол Таїланду в Україні за сумісництвом (з 2020).

## Життєпис
З 31 травня 1996 — працював консулом Генерального консульства Таїланду у Нью-Йорку, США.
У 2014 році — був радником Посольства Таїланду у Відні (Австрія)
У 2015 році — міністр-радник Міністерства закордонних справ Таїланду.
До 2020 року — заступник генерального директора департаменту міжнародних організацій Міністерства закордонних справ Таїланду.
З 2020 року — Надзвичайний і Повноважний Посол Таїланду у Варшаві, Польща.
З 2020 року — Надзвичайний і Повноважний Посол Таїланду в Україні за сумісництвом.
9 грудня 2020 року — вручив копії вірчих грамот заступнику міністра закордонних справ України Євгенію Єніну.
11 грудня 2020 року — вручив вірчі грамоти Президенту України Володимиру Зеленському.